# Zoraida Gómez
Zoraida Virginia Gómez Sanchez (Cidade do México, 31 de maio de 1985) é uma atriz e cantora mexicana, mais conhecida por interpretar Jósy Luján Landeros na telenovela Rebelde (2004-2006).

## Biografia
Zoraida começou sua carreira profissional aos 4 anos de idade como modelo infantil. Ela é irmã dos também atores, Eleazar Gómez e Jairo Gómez; Zoraida e Eleazar atuaram juntos na novela Rebelde.
Zoraida é casada com o empresário Jorge Torres. Em 9 de setembro de 2020, ela deu a luz a seu filho Maximiliano Torres Gómez.

## Carreira

### Televisão
Zoraida estreou na televisão em 1994, na telenovela Império de Cristal, onde interpretou uma menina de 8 anos chamada Katia. Após conseguir uma reação positiva do público na novela, conseguiu um pequeno papel atuando como Julia na primeira fase de Cañaveral de Pasiones em 1996. Depois de cinco anos fora das telenovelas, Zoraida retornou na novela Aqua y Aceite, da TV Azteca junto a Christian Bach e Humberto Zurita. Na mesma emissora, atuou na série Enamórate.
Zoraida retornou a Televisa em 2004, quando teve a oportunidade de integrar o elenco da telenovela juvenil Rebelde, interpretando Josy Luján; A novela produzida por Pedro Damián se tornou um fenômeno mundial e chegou ao fim em 2006.
Em 2007, ela fez parte do elenco de Lola, érase una vez, interpretando Rafaela, uma jovem desajeitada que sofria abusos da mãe. Entre 2008 e 2009 interpretou o papel de Liliana em En nombre del amor.
Em 2010, ela interpretou Carolina em Niña de mi corazón, também produzida por Pedro Damián. Nesse mesmo ano, ela participou da novela Llena de amor. Em outubro de 2010, ela se juntou ao elenco da novela Cuando me enamoro.
Entre 2012 e 2013, ela se juntou ao elenco de La mujer del Vendaval, interpretando Nuria, uma mulher que luta contra um câncer. Em 2018, interpretou a professora Isadora Garcia na novela Like, mais uma produção de Pedro Damián.

### Cinema
Zoraida fez sua estreia no cinema em 1993, com o filme Mujeres Infieles; No ano seguinte, participou do filme La Orilla de la Tierra de Ignacio Ortíz Cruz. Retornou aos cinemas em 2013, com o filme Lo que Podríamos Ser.

### Música
Em Rebelde, Zoraida e mais duas colegas de elenco (Angelique Boyer e Estefania Villareal) fizeram parte do grupo C3Q'S, onde gravaram a canção "No Me Importa". A banda surgiu para promover uma marca de shampoo no México.

### Modelo
Em janeiro de 2011, Zoraida posou nua para a revista masculina "H para Hombres".

## Filmografia
| Televisão      | Televisão                    | Televisão                                                     |
| Ano            | Trabalho                     | Papel                                                         |
| -------------- | ---------------------------- | ------------------------------------------------------------- |
| 1994-1995      | Imperio de cristal           | Katia González Vidal                                          |
| 1996           | La culpa                     | Cecilia "Ceci"                                                |
| 1996           | Cañaveral de pasiones        | Julia Santos Faberman (Criança)                               |
| 1996           | Azul                         | La Chamos                                                     |
| 1998           | Derbez en cuando             | La Chilindrina                                                |
| 1998-2000-2006 | Mujer, casos de la vida real | Vários Personagens (4 episódios)                              |
| 2002           | Agua y aceite                | Mariana Aguillar                                              |
| 2003           | Enamórate                    | Darketa                                                       |
| 2004-2006      | Rebelde                      | Josy Luján Landeros                                           |
| 2007           | Lola, érase una vez          | Rafaela Torres Santo Domingo                                  |
| 2008-2009      | En nombre del amor           | Liliana Martínez                                              |
| 2009           | La rosa de Guadalupe         | Begoña                                                        |
| 2010           | Niña de mi corazón           | Carolina                                                      |
| 2010           | Llena de amor                | Fedra Curiel de Ruíz y de Teresa / Juana Felipa Perez (Jovem) |
| 2011           | Cuando me enamoro            | Julieta Montiel                                               |
| 2011           | El equipo                    | Melissa                                                       |
| 2012           | Como dice el dicho           | Nicky                                                         |
| 2012-2013      | La mujer del vendaval        | Nuria Arévalo de Serratos                                     |
| 2014-2019      | Me caigo de risa             | Participante                                                  |
| 2017           | Exatlón México               | Participante                                                  |
| 2018           | Like                         | Isadora Garcia                                                |
| 2022           | Inseparables: amor al límite | Participante                                                  |
| 2024           | Mi amor sin tiempo           | Mariana                                                       |

| Filmes | Filmes                        | Filmes            |
| ------ | ----------------------------- | ----------------- |
| Ano    | Título                        | Personagem        |
| 1993   | Mujeres Infieles              | Soraida Gómez     |
| 1994   | La Orilla de la Tierra        | Matilde (Criança) |
| 2013   | Lo que Podríamos Ser          | Jimena            |
| 2021   | The Nine Kittens of Christmas | Allie             |